# Scytalopus femoralis
Scytalopus femoralis là một loài chim trong họ Rhinocryptidae.